# Musée Marconi
Pour les articles homonymes, voir Marconi.
Le Musée de Marconi est un site historique du Canada à Glace Bay au Cap-Breton.  C'est le site où Guglielmo Marconi avait établi sa première station pour le téléphone transatlantique et d'où partit le premier message envoyé de l'Amérique à l'Europe.  Le site contient les tours de Marconi en plus d'un musée sur les accomplissements de Marconi.

## Location
Le site est localisé à Table Head, au Cap-Breton, à la fin de la rue à Glace Bay.  Le chemin Marconi, qui est une route touristique, qui relie Louisbourg à Port Morien et Glace Bay, les trois locations où Marconi a opéré ses stations.